# Терменево
Термене́во (рос. Терменево, башк. Тирмән) — село у складі Салаватського району Башкортостану, Росія. Адміністративний центр Терменевської сільської ради.
Населення — 774 особи (2010; 950 в 2002).
Національний склад:
- башкири — 98 %

У селі народились:
- Заріпов Габідулла Гіндулович — башкирський поет.
- Сафуан Алібай — башкирський поет.